# Казалинский район
Казалинский район (каз. Қазалы ауданы / Qazaly audany) — административная единица в составе Кызылординской области Казахстана. Районный центр — посёлок Айтеке-Би.

## География
Рельеф равнинный. Климат континентальный. Средняя температура января −9—13°С, июля 26—28°С. Годовое количество атмосферных осадков 100—150 мм. По территории протекает река Сырдарья. Почвы серобурые и бурые, такыры, солончаковые и песчаные (Приаральские Каракумы, Кызылкумы). По территории района проходит автомобильная трасса Самара — Шымкент и железная дорога Оренбург — Ташкент (участок Кандыагаш — Арыс).

## История
В 1867 году была создана Сырдарьинская область Российской империи, город Казалинск стал административным центром Казалинского уезда этой области.
10 ноября 1958 года центр района был перенесён из города Казалинска в посёлок Новоказалинск.
На территории Казалинского района проживали великие батыры и бии: Ялангтуш Бахадур,Әйтеке би Байбекұлы, Жанкожа Нурмухамедов,Ақтан Ақайұлы, Ашабай и Сырлыбай, Жылкыайдар и Жетес, Умбет и Еримбет и другие. На территории района находятся мавзолеи Орак-батыра, Жанкожи-батыра.

## Административно-территориальное деление
Казалинский район состоит из 19 сельских округов, в которых находятся 40 сельских населённых пунктов, 1 городской администрации, 1 поселковой администрации:
| Сельский округ / администрация      | Населённые пункты                                                                           |
| Казалинская городская администрация | город Казалинск                                                                             |
| Поселковая администрация Айтеке би  | посёлок городского типа Айтеке-Би                                                           |
| Акжонский сельский округ            | село Майдаколь                                                                              |
| Алгинский сельский округ            | село Туктибаев                                                                              |
| Арандинский сельский округ          | село Аранды, село Кожабахы                                                                  |
| Арыкбалыкский сельский округ        | село имени Жанкожа батыра                                                                   |
| Басыкаринский сельский округ        | село Басыкара                                                                               |
| Бозкольский сельский округ          | село Бозколь                                                                                |
| Бирликский сельский округ           | село Бирлик                                                                                 |
| Карашенгельский сельский округ      | село Шитубек, село Жалантос батыр, станция Кубек, село Уйрек                                |
| Кольарыкский сельский округ         | село имени Актан батыра                                                                     |
| Кумжиекский сельский округ          | разъезд Алтай, село Кожаказган, село Мадениет, разъезд Ойында, село Пиримов, село Тапа      |
| Кызылкумский сельский округ         | село Ажар, село Каукей                                                                      |
| Майдакольский сельский округ        | село Бекарыстан би                                                                          |
| Майлыбасский сельский округ         | село Аксуат, село Байкожа, село Бирлик, село Майлыбас, Разъезд 99, Разъезд 101, Разъезд 102 |
| Муратбаевский сельский округ        | село Муратбаев                                                                              |
| Уркендеуский сельский округ         | село Жанкент                                                                                |
| Сарбулакский сельский округ         | село Сарбулак                                                                               |
| Сарыкольский сельский округ         | село Абай, село Жубан                                                                       |
| Тасарыкский сельский округ          | село Лакалы, село Тасарык, село Тасоткель                                                   |
| Шакенский сельский округ            | село Шакен, село Шили, село Шолкум                                                          |